# Sāqarchī
Sāqarchī (persiska: ساغَرچی, ساقرچی, Sāgharchī) är en ort i Iran.   Den ligger i provinsen Zanjan, i den nordvästra delen av landet, 400 km väster om huvudstaden Teheran. Sāqarchī ligger 1 932 meter över havet och antalet invånare är 130.
Terrängen runt Sāqarchī är lite bergig.Runt Sāqarchī är det ganska glesbefolkat, med 47 invånare per kvadratkilometer. Närmaste större samhälle är Dandī, 15,7 km öster om Sāqarchī. Trakten runt Sāqarchī består i huvudsak av gräsmarker.